# 伊瓦伊洛夫格勒
伊瓦伊洛夫格勒是保加利亞的城鎮，位於該國南部，距離首府哈斯科沃105公里，由哈斯科沃州負責管轄，海拔高度104米，2009年人口3,756，居民主要信奉東正教。

## 外部連結
- Ivaylovgrad municipality website （页面存档备份，存于）
- Ivaylovgrad Info